# آبیکیک
آبیکیک جماعت و شهرکی در جنوب غربی کشور تاجیکستان است که در ناحیهٔ خراسان ولایت ختلان قرار دارد. جمعیت این جماعت ۱۹۲۱۸ است.